# Billy the Kid

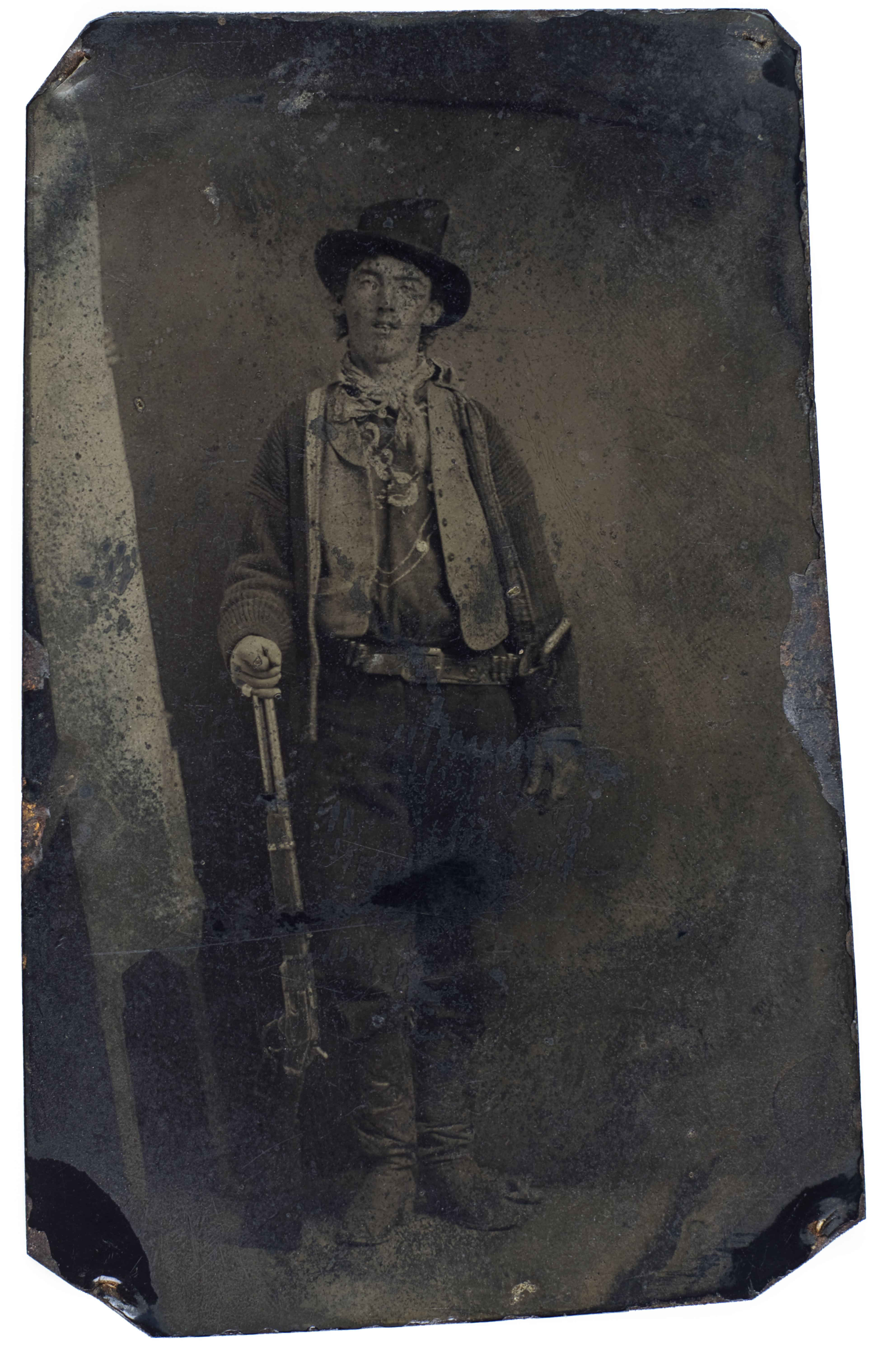
Billy the Kid, Fort Sumner, um 1879–80, die Ferrotypie ist eines der wenigen erhaltenen Porträts

Henry McCarty, auch William H. Bonney, Henry Antrim oder auch  Kid Antrim (* 1859 in New York oder Indiana; † 14. Juli 1881 in Fort Sumner, New Mexico), besser bekannt als Billy the Kid, ist als Revolverheld eine der bekanntesten legendären Figuren der Westerngeschichte.
Billy the Kid wurde als Gesetzloser und Mörder bezeichnet, seinen Anhängern zufolge war er ein Kämpfer im Lincoln-County-Rinderkrieg. Die Anzahl der Morde, die ihm angelastet wurden, schwankt zwischen 9 und 21, sicher überliefert sind vier. Er wurde von Sheriff Pat Garrett aus dem Hinterhalt erschossen.
Gesicherte Angaben zu seinem Leben stammen aus seinem Bekanntenkreis. Im Laufe der Jahre wurden immer neue Legenden um ihn gesponnen, nur wenige davon sind belegt. Grundsätzlich teilen sich die Biografien in zwei Lager: Entweder wird Billy the Kid als skrupelloser Mörder und unberechenbarer Revolverheld oder aber als Opfer der Umstände dargestellt. Tatsächlich ist er in einer Zeit aufgewachsen, in der Zugang zu kriminellen Gangs, Auftragskillern und anderen Gesetzlosen leicht zu finden war. Schließlich geriet er auch noch in den Mittelpunkt einer blutigen politisch-wirtschaftlichen Auseinandersetzung.

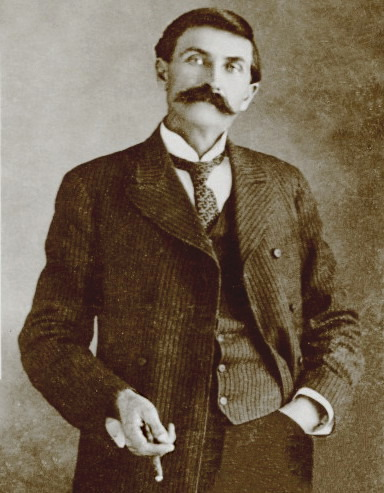
Pat Garrett

## Leben

### Familie und Herkunft
Es ist nicht genau bekannt, wann und wo Billy the Kid geboren wurde. Einige Quellen nennen als Geburtsdatum den 17. September, andere den 23. November; sicher scheint jedoch das Jahr 1859 zu sein. Wahrscheinlich ist er in New York oder Indiana zur Welt gekommen. Seine Mutter Catherine McCarty zog mit Billy und seinem jüngeren Bruder Joseph 1868 nach Coffeyville, Kansas. Über den Vater existieren keine genauen Angaben. Alsbald siedelte sie mit den Kindern nach Pueblo um, wo sie William Antrim kennenlernte und 1873 heiratete. Im selben Jahr wechselte die Familie den Wohnort, zuerst nach Santa Fe und wenig später nach Silver City (jeweils New Mexico). Billys Mutter litt an Tuberkulose und hoffte, dass der Umzug in ein trockeneres, wärmeres Klima ihre Beschwerden lindern würde. Sie vermietete einen Teil der Behausung an Reisende und verkaufte selbstgemachten Kuchen. Sie starb am 16. September 1874 an den Folgen ihrer langjährigen Erkrankung.

### Erste angebliche Morde und Flucht aus dem Elternhaus
Billy galt als hilfsbereit und anhänglich, einer seiner Arbeitgeber hob seine Ehrlichkeit hervor. Er soll sehr unter seinem Stiefvater gelitten und schon in jungen Jahren Zuflucht in Saloons gesucht haben, wo er großes Spielertalent gezeigt haben soll. Gegen Ende seines Aufenthalts lernte Billy Jesse Davis kennen, der später unter dem Namen Jesse Evans bekannt wurde. Im Herbst 1871 soll Billy bei einer Schlägerei in Joe Dyres Saloon einen Mann erstochen haben, der seine Mutter beleidigt hatte. Billy verließ daraufhin sein Elternhaus und floh mit einem Kameraden namens Alias nach Camp Bowie, Arizona (manchen Quellen zufolge ist diese Geschichte erfunden). Dort soll er einen unbewaffneten Hufschmied der Armee ermordet haben, weshalb er auch Arizona und die Chiracahua Apache Indian Reservation verlassen musste.

### Bekanntschaft mit Melquiades Segura und weitere angebliche Morde
Billy zog weiter nach Sonora, Mexiko, wo er sich mit dem Spieler Melquiades Segura zusammentat. In Sonora soll er den Spieler Don José Martínez erschossen haben, worauf dessen Familie ein Kopfgeld auf seine Ergreifung aussetzte. Billy und Segura mussten erneut fliehen, diesmal nach Chihuahua.
Während ihres Aufenthalts in Chihuahua verschwanden angeblich vier Spieler unter mysteriösen Umständen. Die Bevölkerung schrieb deren Ermordung Billy zu, obwohl kein Zusammenhang festgestellt werden konnte. Er und Segura setzten sich an den Rio Grande ab.

### Rettung von Melquiades Segura und Beitritt zur Evans Gang
Ende 1876 traf Billy dort auf seinen Jugendfreund Jesse Evans. Er durchstreifte mit ihm die Gegend um den Rio Grande auf der US-amerikanischen und der mexikanischen Seite. Überliefert ist, dass die beiden am Rio Miembres bei Fort Stanton eine Siedlerfamilie vor vierzehn Mescalero-Indianern gerettet haben sollen. Auf ihrem Rückweg nach Las Cruces trafen die beiden auf Evans' zukünftige Gangmitglieder James McDaniels, William S. Morton und Frank Baker. Billy hatte erfahren, dass Segura aus San Elizario (Texas) nach Las Cruces kommen sollte und entschied sich, in Mesilla (New Mexico) auf ihn zu warten. Als ihm jedoch ein Botenjunge mitteilte, dass Segura in San Elizario im Gefängnis sitze, beschloss er, seinen Freund zu befreien. In einem berühmt gewordenen 81-Meilen-Ritt in sechs Stunden eilte er dorthin und brachte Segura sicher nach Mesilla zurück.
Dort erhielt Billy einen Brief von Jesse Evans aus Lincoln. Er überquerte die gefährlichen Guadalupe Mountains nach Lincoln, wo er sich zunächst Evans' Gang anschloss, die für die Murphy-Dolan Store Company arbeitete. Am 17. August 1877 erschoss er nach einer Schlägerei im George Adkins Saloon jedoch den Hufschmied Frank „Windy“ Cahill. Er floh und wurde von einer Jury in Abwesenheit als Mörder verurteilt. Etwa seit dieser Zeit nannte er sich selbst William H. Bonney.

### Der Lincoln-County-Rinderkrieg

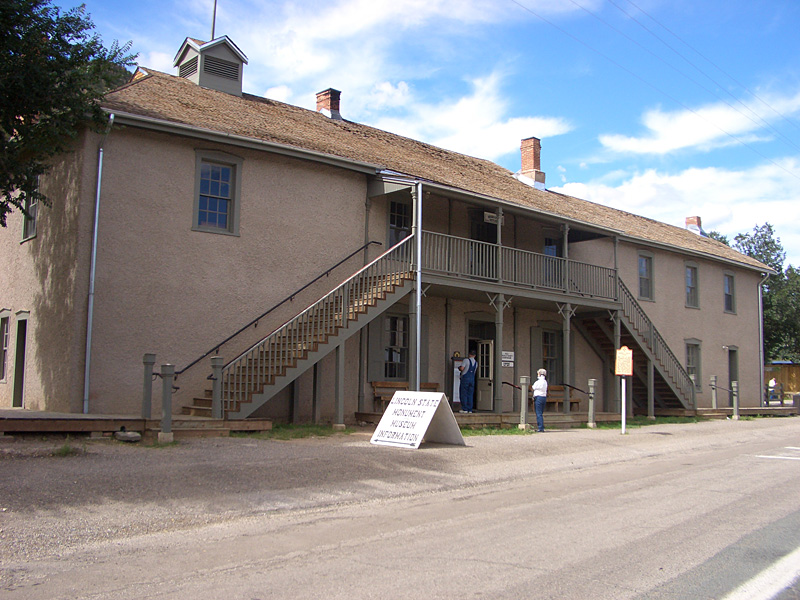
Gerichtsgebäude und Gefängnis in Lincoln, New Mexico

Nachdem er aus New Mexico nach Lincoln County gekommen war, zunächst bei Lawrence G. Murphy und John Chisum Arbeit fand und daraufhin vom englischen Rancher John Tunstall eingestellt wurde, wurde Billy the Kid zentrale Person und Opfer des Lincoln-County-Rinderkrieges.
Nach der Ermordung von Tunstall schwor er Rache und war dabei, als die beiden mutmaßlichen Mörder Tunstalls am 9. März 1878 in Steel Springs, New Mexico, erschossen wurden. Billy gehörte auch der Gruppe der Regulatoren an, die am 1. April 1878 Sheriff William Brady und Deputy George Hindman in Lincoln in einen Hinterhalt lockten und erschossen. An der Schießerei von Blazer's Mill, bei der Buckshot Roberts am 4. April getötet wurde, war er ebenfalls beteiligt. Billy gehörte zu den Überlebenden der Entscheidungsschlacht im Lincoln County War, die vom 15. bis 19. Juli in Lincoln ausgetragen wurde.
Nachdem Lew Wallace gegen Ende der Auseinandersetzung zum Gouverneur von New Mexico ernannt worden war, erließ er eine Amnestie für alle Beteiligten. Auch Billy soll für eine Aussage gegen die Mörder des Rechtsanwaltes Chapman Begnadigung versprochen worden sein. Billy begab sich vor Gericht und hielt seinen Teil der Abmachung ein, doch Wallace interessierte sich danach nicht mehr für den jungen Gesetzlosen, sondern vielmehr für sein Buch „Ben Hur“. Billy verließ daraufhin enttäuscht den Arrest und schlug sich als Viehdieb durch.
Nun wandte er sich an Chisum und bat um 500 Dollar, die ihm Chisum noch schuldete. Da dieser sich jedoch weigerte, Billy das Geld auszuzahlen, drohte Billy damit, Chisum Rinder zu stehlen, bis er den Gegenwert der geforderten Schuld zusammen habe. Kurz darauf begann er mit seiner Bande, Chisums Rinder und die anderer Züchter zu stehlen, und wurde so zu einem Ärgernis für das gesamte County.
1880 unterstützte Chisum Pat Garrett bei seiner Wahl zum Sheriff von Lincoln County. Garrett begann sofort mit der Jagd auf Billy the Kid und seine Komplizen, wobei er zwei erschoss und Billy sowie zwei weitere festnahm.

### Flucht aus dem Gefängnis und Ermordung

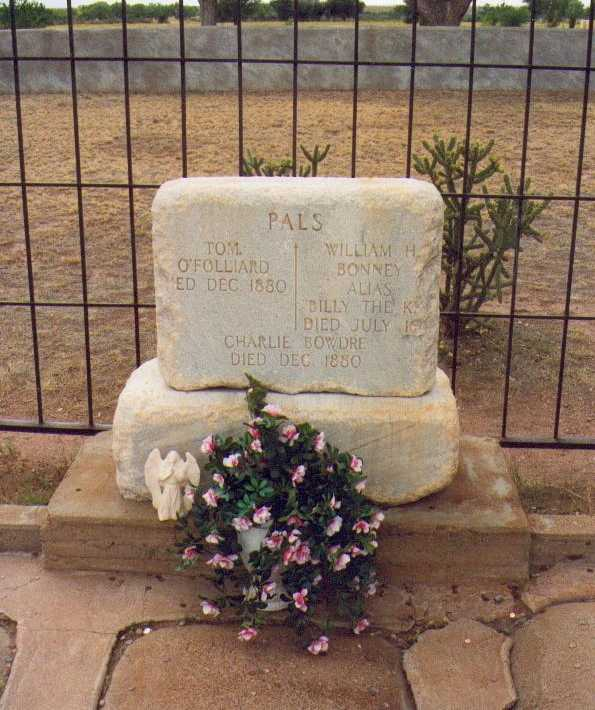
Das Grab von Billy the Kid

Nach seiner Festnahme in Stinking Springs (New Mexico) begann am Weihnachtstag des Jahres 1880 eine wochenlange Odyssee durch verschiedene Gefängnisse. Am 13. April 1881 wurde Billy in Mesilla zum Tode verurteilt. Schließlich kam er am 21. April wieder in Lincoln an und wurde ins dortige Gerichtsgebäude gesperrt, aus dem er 14 Tage später fliehen konnte. Pat Garrett gab ihm sechs Wochen Zeit, nach Mexiko zu gehen, doch Billy weigerte sich das Land zu verlassen. Am 14. Juli wurde er schließlich ohne Vorwarnung von Garrett erschossen, als er das Schlafzimmer im Haus von Pete Maxwell in Fort Sumner betrat (so zumindest Garretts Aussage). Der Grabstein von Billy the Kid ist unter den Koordinaten 34° 24′ 13,4″ N, 104° 11′ 37″ W zu finden.

### Alternative Todestheorien
Bis zum heutigen Tag umgeben den Tod von Billy the Kid zahlreiche Legenden. So behaupteten im Lauf der Jahre gleich zwei Personen, sie seien in Wahrheit Billy the Kid, der in Wirklichkeit nicht von Garrett erschossen worden sei: Ollie P. Roberts aus Hico (Texas) und John Miller. Während Historiker der Geschichte von Roberts nur wenig Glauben schenken, scheint die Sache bei John Miller anders zu liegen. So sah dieser der Legende nicht nur sehr ähnlich, er sprach – im Gegensatz zu Roberts – ebenfalls fließend Spanisch. Zudem gibt es keinerlei Dokumente über Millers Leben bis zu seiner Heirat am 8. August 1881 in Las Vegas, einen Monat nach der angeblich tödlichen Schießerei.
1948 reiste der Erbschaftsermittler William V. Morrison nach Florida, um einen Erbschaftsfall zu begutachten. Joe Hines, ein alter Mann, beanspruchte das Land seines verstorbenen Bruders für sich. In einem Gespräch mit Morrison gab er sich als Jesse Evans zu erkennen und erzählte von seiner Teilnahme im Lincoln-County-Rinderkrieg. Hines bzw. Evans erklärte auch, dass Billy the Kid zu diesem Zeitpunkt als „Ollie P. Roberts“ in Hico, Texas, lebte.
Des Weiteren behauptete er, dass einige seiner früheren Gangmitglieder noch lebten. Tatsächlich gelang es Morrison, Evans’ alte Gefährten Jim McDaniels, Severo Gallegos, Martile Able, Jose Montoya sowie Bill und Sam Jones aufzuspüren. Alle Mitglieder behaupteten ebenfalls, dass Ollie Roberts in Wahrheit Billy the Kid sei.

## Fotos
Im Juni 2011 ersteigerte ein Sammler auf einer Auktion in Denver für 2,3 Millionen US-Dollar (1,6 Millionen Euro) ein Porträtfoto von Billy the Kid. Das fünf mal acht Zentimeter große Schwarzweißbild, eine Ferrotypie, war zu diesem Zeitpunkt seine einzige bekannte, authentische Aufnahme im Erwachsenenalter.
2015 wurde eine Aufnahme, die Billy the Kid im Jahr 1878 beim Krocketspiel zeigen soll, vom Auktionshaus Kagin's Inc. als authentisch bewertet. Andere Experten bezweifeln die Authentizität jedoch. Der Wert des etwa 10 mal 13 Zentimeter großen Bildes wurde auf fünf Millionen Dollar geschätzt; damit wäre die vom amerikanischen Sammler Randy Guijarro 2010 in Fresno (Kalifornien) zusammen mit zwei anderen für zwei Dollar erworbene Ferrotypie das teuerste Foto der Welt.
Im Jahr 2017 wurde eine weitere Aufnahme veröffentlicht, auf der nicht nur Billy the Kid selbst, sondern auch Pat Garrett zu sehen sein soll. Das Bild, eine Ferrotypie, das eine Gruppe von fünf Cowboys zeigt, wurde 2011 vom Anwalt Frank Abrams auf einem Trödelmarkt in Asheville, North Carolina für nur 10 US-Dollar ersteigert und hing danach mehrere Jahre im Gästezimmer des Käufers, der den möglichen wahren Wert des Bildes zunächst nicht erkannte. Nachdem er 2015 eine Dokumentation über die Entdeckung der Krocketspiel-Aufnahme gesehen hatte, glaubte er auf dem Bild Pat Garrett zu erkennen. Um seinen Verdacht überprüfen zu lassen, zeigte er es verschiedenen Experten, die teilweise zu dem Schluss kamen, dass das Bild tatsächlich Pat Garrett und Billy the Kid zeige und im Jahr 1879 oder 1880 aufgenommen worden sei, was zu dem Datum passt, das auf die Rückseite des Bildes notiert wurde, nämlich der 2. August 1880. Nach diesem Datum wäre die Ferrotypie also rund drei Monate vor Garretts Wahl zum Sheriff von Lincoln County und nicht ganz ein Jahr vor der Ermordung Billy the Kids entstanden. Andere Experten äußerten sich wiederum skeptisch und zweifeln die Beweiskraft der angewendeten Untersuchungsmethoden an, die bereits bei der Analyse der umstrittenen Krocketspiel-Aufnahme zum Einsatz gekommen waren.

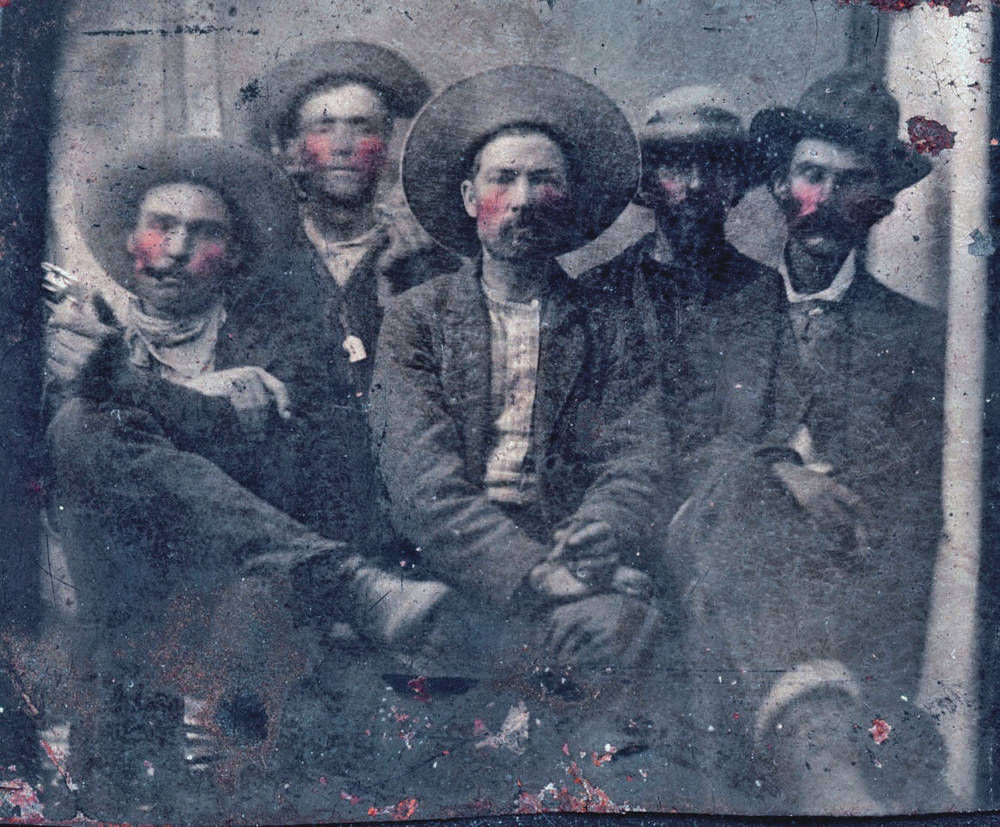
Angeblich Billy the Kid (zweiter von links) mit Pat Garrett und drei weiteren Männern, um 1880, teilkolorierte Ferrotypie mit handschriftlichem Datum vom 2. Aug. 1880 auf der Rückseite.
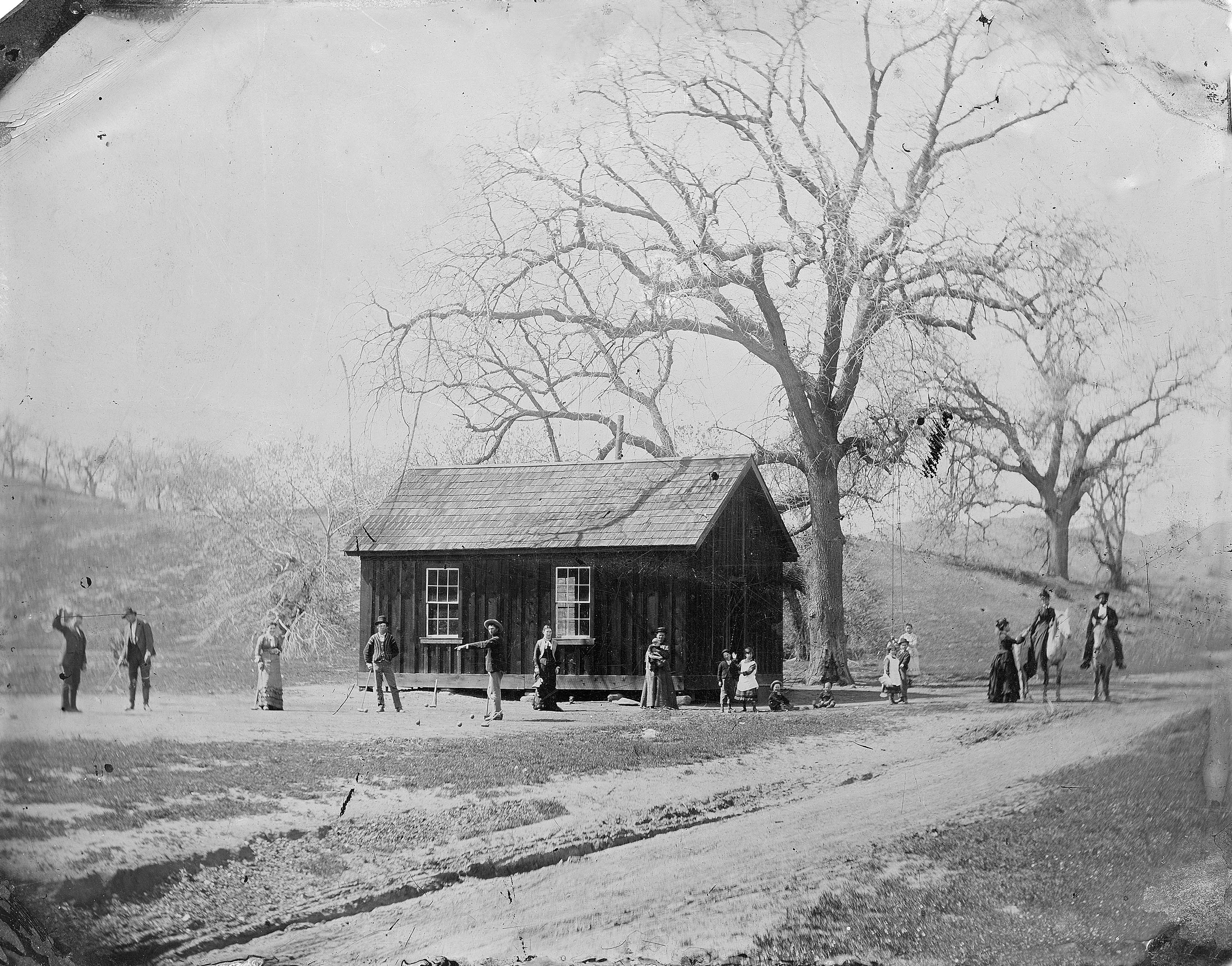
Billy the Kid mit Teilen seiner Bande, Spätsommer 1878
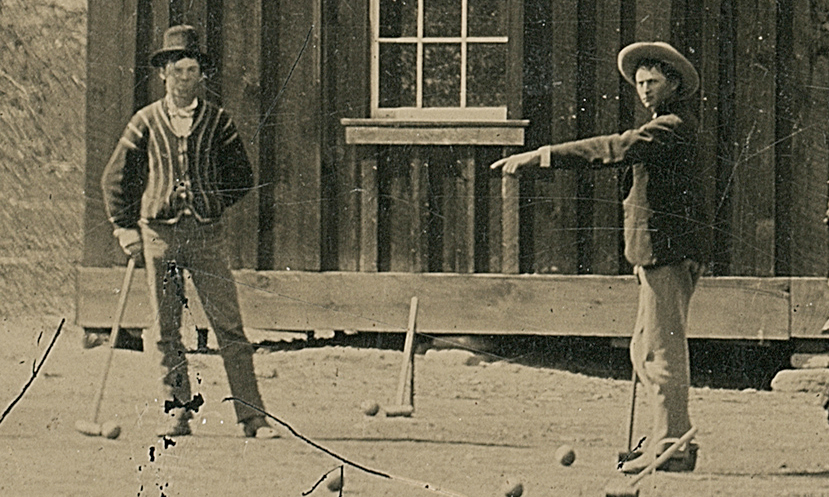
Detail des Fotos, das Billy the Kid (li.) beim Krocketspiel zeigen soll
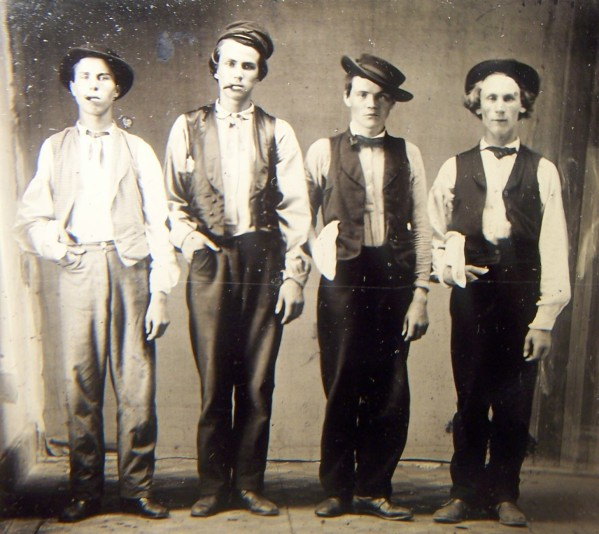
Dieses Foto soll Billy the Kid, Doc Holliday, Jesse James and Charlie Bowdre 1879 in Las Vegas zeigen.

## Künstlerische Verarbeitung
Jorge Luis Borges schrieb über ihn eine Kurzgeschichte in Form einer fiktionalisierten Biographie (Der uneigennützige Mörder Bill Harrigan), die im 1935 erschienenen Sammelband Universalgeschichte der Niedertracht enthalten ist. Im Videospiel Call of Juarez: Gunslinger von 2013 kreuzen Billy the Kid und Pat Garrett mehrmals den Weg des Spielers. 
Das Schicksal von Billy the Kid diente als Vorlage für zahlreiche Verfilmungen, darunter:
- 1930: Geächtet, gefürchtet, geliebt – Billy the Kid (Billy the Kid) – Regie: King Vidor (Billy: Johnny Mack Brown)
- 1941: Der letzte Bandit (Billy the Kid) – Regie: David Miller (Billy: Robert Taylor)
- 1943: Geächtet (The Outlaw) – Regie: Howard Hughes (Billy: Jack Beutel)
- 1950: Billy, der Bandit (I Shot Billy the Kid) – Regie: William Berke (Billy: Don Barry)
- 1950: Verfemt (The Kid from Texas) – Regie: Kurt Neumann (Billy: Audie Murphy)
- 1958: Einer muß dran glauben (The Left-Handed Gun) – Regie: Arthur Penn (Billy: Paul Newman)
- 1961: Der Besessene (One-Eyed Jacks) – Regie: Marlon Brando (Billy [Rio]: Marlon Brando)
- 1967: Sein Steckbrief ist kein Heiligenbild (El Hombre que mató a Billy el Niño) – Regie: Julio Buchs (Billy: Peter Lee Lawrence)
- 1970: Chisum – Regie: Andrew V. McLaglen (Billy: Geoffrey Deuel)
- 1973: Pat Garrett jagt Billy the Kid (Pat Garrett and Billy the Kid) – Regie: Sam Peckinpah (Billy: Kris Kristofferson)
- 1988: Young Guns – Regie: Christopher Cain (Billy: Emilio Estevez)
- 1990: Blaze of Glory – Flammender Ruhm (Young Guns II) – Regie: Geoff Murphy (Billy: Emilio Estevez)
- 2021: Old Henry – Regie: Potsy Ponciroli (Henry McCarty: Tim Blake Nelson)
- 2022: Billy the Kid – TV-Serie von Michael Hirst (Billy: Tom Blyth und als Kind Jonah Collier)

## Musik (Auswahl)

### Klassische Musik
- 1938: „Billy the Kid“ (Aaron Copland), Ballettsuite.

### Songs
- 1927: „Billy the Kid“ – Vernon Dalhart
- 1944: „Billy The Kid“ – Woody Guthrie
- 1959: „Billy the Kid“ – Marty Robbins
- 1974: „The Ballad of Billy the Kid“ – Billy Joel
- 1980: „Billy the Kid“ – Luv‘
- 1990: „Billy Get your Guns“, „Blood Money“ und „Blaze of Glory“ – Jon Bon Jovi
- 1991:  „Billy the Kid“ – Running Wild (Band)
- 1994: „Billy the Kid“ – Chris LeDoux
- 2008: „Billy the Kid“ – Truck Stop
- 2020: „Billy Kid“ – ReTo
- 2024: „High Plains Drifter“ – Lankester Merrin (mit offiziellem Musikvideo)[9]

### Alben
- 1973: Pat Garrett & Billy the Kid (Bob Dylan), Soundtrack zu Sam Peckinpahs Spielfilm Pat Garrett jagt Billy the Kid.
- 1990: Blaze of Glory (Album) (Jon Bon Jovi), inspiriert durch den Spielfilm Blaze of Glory – Flammender Ruhm (Original-Titel: „Young Guns II“).

## Comic
In der Comic-Reihe Lucky Luke spielt Billy the Kid in zwei Alben eine Hauptrolle und hat zudem zahlreiche Kurz-Auftritte in weiteren Bänden. Hierbei wird er als kindlich-unreife Person dargestellt, gleichwohl aber auch als gefürchteter Desperado.

## Dokumentarfilm
- Billy the Kid. Dokumentarfilm, USA, 2012, 52 Min., Buch und Regie: John Maggio, Produktion: Ark Media, John Maggio Production Films, Erstsendung: 26. Januar 2013 bei arte, Inhaltsangabe von ARD.